# Scott Gorham
Scott Gorham (Glendale, 17 maart 1951) is een Amerikaanse gitarist en songwriter. Gorham groeide op in Glendale (Californië) waar hij de gitaar ter hand nam en als tiener in verschillende rockbands speelde. In deze tijd raakte hij bevriend met Bob Siebenberg. Siebenberg vertrok begin jaren zeventig naar Engeland waar hij in Supertramp speelde. In 1974 adviseerde Siebenberg zijn bandleden Gorham als extra gitarist in Supertramp op te nemen, maar doordat Gorham lang moest sparen voor een vliegticket, hadden ze al vóór zijn aankomst in Engeland een saxofonist (John Helliwell) gekozen. In Engeland aangekomen stelde Gorham een groep samen die de naam Fast Buck kreeg. Hiermee werd in de pubs van East End, London opgetreden. Gorham werd onder de aandacht van Phil Lynott van Thin Lizzy gebracht. Thin Lizzy had weliswaar een hit met Whiskey in the Jar maar bleek niet in staat gitaristen vast te houden. Lynott nodigde Gorham uit voor een tryout, waarna Gorham samen met Brian Robertson een nieuwe line-up vormde. Gorham speelde in Thin Lizzy tussen 1974 en 1983 (het jaar waarin de groep werd opgeheven), en sinds de hereniging van Thin Lizzy in 1996.
Na het uiteenvallen van Thin Lizzy in 1983 werkte Gorham mee aan een album van Phenomena. Via zijn werk voor Phenomena leerde hij onder meer Leif Johanson kennen, met wie hij de band 21 Guns oprichtte. Gorham werkte verder als (gast)gitarist voor onder meer Asia, Rollins Band en het soloalbum van Bob Siebenberg.
- Biblioteca Nacional de España: XX956048
- Bibliothèque nationale de France: cb140184437 (data)
- International Standard Name Identifier: 0000 0000 8146 5774
- Library of Congress Control Number: nb2013016291
- MusicBrainz: fd5b04d7-bc16-4893-8cd3-5a3ae5cadce9
- Nationale Bibliotheek van Tsjechië: js20060915009
- Nationale Bibliotheek van Israël: 987007361259405171
- Virtual International Authority File: 66663823
- WorldCat: E39PBJhhvYG3qFFcmX9VMwCxXd